# Знаки поштової оплати України 1998
Знаки поштової оплати України 1998 — перелік поштових марок, введених в обіг Укрпоштою у 1998 році.
З 6 січня по 25 грудня 1998 року було випущено 52 пам'ятні (художні, комеморативні) поштові марки. Тематика комеморативних марок охопила ювілеї визначних дат, подій, пам'яті видатних діячів культури та інше. До обігу надійшли знаки поштової оплати номіналом в 0,10; 0,20; 0,30; 0,40; 0,50; 0,60; 1,00; 1,20; 2,00 та 3,00 гривні.
Марки № 188—193 та 202—208 надрукував банкнотно-монетний двір Національного банку України, а інші було надруковано державним підприємством «Поліграфічний комбінат „Україна“» (Київ).
Відсортовані за датою введення.

## Список комеморативних марок
| № у каталозі                        | Зображення | Опис та джерело | Номінал                              | Дата введення в обіг   | Тираж     | Дизайн                                                 |
| ----------------------------------- | ---------- | --- | ------------------------------------ | ---------------------- | --------- | ------------------------------------------------------ |
| № 183                               |            | 100 років від дня народження Володимира Миколайовича Сосюри (1898—1965). | 0,20 гривні                          | 6 січня 1998 року      | 200 000   | Олексій Штанко                                         |
| № 184                               |            | XIII зимові Олімпійські Ігри в Нагано. Біатлоніст. | 0,20 гривні                          | 14 лютого 1998 року    | 200 000   | Олексій Штанко                                         |
| № 185                               |            | XIII зимові Олімпійські Ігри в Нагано. Фігурне катання | 0,20 гривні                          | 14 лютого 1998 року    | 200 000   | Олексій Штанко                                         |
| № 186                               |            | 2500 років з часу заснування міста Білгород-Дністровський | 0,20 гривні                          | 18 квітня 1998 року    | 200 000   | Олексій Штанко                                         |
| № 187                               |            | Серія «Кораблебудування в Україні» Фрегат «Гетьман Сагайдачний» з купоном Національна філателістична виставка «Укрфілексп-98». | 0,30 гривні                          | 28 квітня 1998 року    | 200 000   | В. Руденко                                             |
| № 188 № 189 № 190 № 191 № 192 № 193 |            | Блок «Монети України. Минуле і сучасне. Щорічні збори Ради керуючих Європейського банку реконструкції та розвитку в м. Києві (травень 1998 р.)» - Пам'ятна монета «Петро Могила» - Пам'ятна монета «Богдан Хмельницький» - Пам'ятна монета «Т. Г. Шевченко» - Пам'ятна монета «Оранта» - Срібник князя Володимира Святославича - Злотник князя Володимира Святославича | 0,30 0,60 1,00 гривня                | 8 травня 1998 року     | 30 000    | В. М. Козаченко, В. В. Таран, О. Г. Харук, С. Г. Харук |
| № 194                               |            | Європа. Народні свята та обряди. «Свято Івана Купала» | 0,40 гривні                          | 16 травня 1998 року    | 200 000   | Л. Ф. Калмикова                                        |
| № 195 № 196                         |            | Блок «100 років заповіднику „Асканія-Нова“» - Антилопа - Кінь Пржевальського | 0,40 0,60 гривні                     | 16 травня 1998 року    | 60 000    | В. М. Євтушенко                                        |
| № 197 № 198 № 199                   |            | Зчіпка «Львівська картинна галерея» - Ліотар Жан Етьєн «Імператриця Марія Тереза» 1763 р. - Львівський художник XVII ст. «Богоматір з дитям» - Хонтхорст Герріт «Чоловік з віолончеллю» 1631 р. | 0,20 0,40 0,20 гривні                | 20 червня 1998 року    | 250 000   | І. А. Биченко                                          |
| № 200                               |            | Блок «Львівська картинна галерея» Італійська школа XVI ст. «Мадонна з дитятком і двома святими» | 1,20 гривні                          | 20 червня 1998 року    | 70 000    | І. А. Биченко                                          |
| № 201                               |            | Блок «100 років Національному технічному університету України „Київський політехнічний інститут“» | 1,00 гривня                          | 27 червня 1998 року    | 150 000   | С.С.Бєляєв                                             |
| № 202                               |            | Давні київські князі Аскольд і Дір (IX ст.) з купоном | 3,00 гривні                          | 4 липня 1998 року      | 150 000   | В. Таран, О. Г. Харук                                  |
| № 203 № 204 № 205 № 206 № 207 № 208 |            | Блок «350 років від початку визвольної війни українського народу (1648—1676 рр.) під проводом Богдана Хмельницького» | 0,30 2,00 0,30 0,40 0,60 0,40 гривні | 25 липня 1998 року     | 50 000    | В. М. Козаченко, В. В. Таран, О. Г. Харук, С. Г. Харук |
| № 209                               |            | 1100 років із часу заснування міста Галича | 0,20 гривні                          | 1 серпня 1998 року     | 200 000   | Г. А. Клещар                                           |
| № 210                               |            | Серія «Славетні жінки України»: Анна Ярославна | 0,40 гривні                          | 8 серпня 1998 року     | 200 000   | Олексій Штанко                                         |
| № 211                               |            | Юрій Федорович Лисянський (1773—1837). | 0,40 гривні                          | 13 серпня 1998 року    | 200 000   | Олексій Штанко                                         |
| № 212                               |            | Н. Ужвій (1898—1986) | 0,40 гривні                          | 8 вересня 1998 року    | 150 000   | С. І. Лук'яненко                                       |
| № 213 № 214 № 215 № 216 № 217       |            | Зчіпка «100 років КПІ» - Перший директор КПІ В. Л. Кирпичов - Академік Є. О. Патон - Видатний вчений-механік С. П. Тимошенко - Видатний авіаконструктор І. Сікорський - Засновник практичної космонавтики С. П. Корольов | 0,10 0,20 0,30 0,40 гривні           | 10 вересня 1998 року   | 200 000   | С. Беляєв                                              |
| № 218                               |            | 1000 років літописанню і книжковій справі в Україні | 0,20 гривні                          | 19 вересня 1998 року   | 200 000   | Олексій Штанко                                         |
| № 219                               |            | Всесвітній день пошти | 0,10 гривні                          | 19 вересня 1998 року   | 5 000 000 | О. Руденко                                             |
| № 220                               |            | Спасо-Преображенський собор XI ст. (м. Чернігів). | 0,20 гривні                          | 21 вересня 1998 року   | 200 000   | Г. Клещар                                              |
| № 221                               |            | Покровський собор XVII ст. (м. Харків). | 0,20 гривні                          | 21 вересня 1998 року   | 200 000   | Г. Клещар                                              |
| № 222 № 223 № 224 № 225             |            | Зчіпка з чотирьох марок «Червоновола казарка» Branta ruficollis | 0,20 0,30 0,40 0,60 гривні           | 10 жовтня 1998 року    | 200 000   | Генадій Кузнєцов                                       |
| № 226                               |            | Серія «Гетьмани України» Гетьман Петро Дорошенко. | 0,20 гривні                          | 28 листопада 1998 року | 100 000   | Юрій Логвин                                            |
| № 227                               |            | Антонов-140 | 0,20 гривні                          | 28 листопада 1998 року | 200 000   | С. І. Лук'яненко                                       |
| № 228                               |            | Антонов-70 | 0,40 гривні                          | 28 листопада 1998 року | 200 000   | С. І. Лук'яненко                                       |
| № 229                               |            | Б. Д. Грінченко (1863—1910). | 0,20 гривні                          | 4 грудня 1998 року     | 200 000   | Г. Т. Задніпряний                                      |
| № 230                               |            | З Різдвом Христовим! | 0,30 гривні                          | 11 грудня 1998 року    | 200 000   | І. Бринюк                                              |
| № 231                               |            | 50 років українській діаспорі в Австралії | 0,40 гривні                          | 20 грудня 1998 року    | 144 000   | Олександр Калмиков                                     |
| № 232 № 233                         |            | Зчіпка «50 років. Загальна декларація прав людини» Катерина Білокур (1900—1961), дві марки з купоном - «Квіти в тумані» 1940 - «Букет квітів» 1959 | 0,30 0,50 гривні                     | 25 грудня 1998 року    | 100 000   | Катерина Білокур (оформлення: Олександр Калмиков)      |
| № 234                               |            | «Зоряні рани» Землі. 400 млн років Іллінецькій астроблемі | 0,40 гривні                          | 25 грудня 1998 року    | 200 000   | за мал. Don Davis, USA (оформлення: В. М. Євтушенко)   |